# Stazione di Granarolo Faentino
La stazione di Granarolo Faentino è una stazione ferroviaria posta alla diramazione delle linee Faenza-Lavezzola e Faenza-Ravenna. Serve la località di Granarolo, frazione di Faenza.
La gestione degli impianti è affidata a Rete Ferroviaria Italiana (RFI), mentre la pulizia e la manutenzione degli spazi aperti al pubblico è affidata al comune.

## Struttura ed impianti

### Fabbricati
Il fabbricato viaggiatori è una struttura a due piani, di cui però solo il piano terra è aperto al pubblico, interamente in muratura.
Accanto al fabbricato viaggiatori c'è un piccolo edificio ad un solo piano, in mattone, che ospitava i servizi igienici.
All'estremità sud-ovest della stazione è presente lo scalo merci dismesso da molto tempo: i binari dello scalo sono stati smantellati, mentre il magazzino è usato come deposito dei materiali da parte di RFI.
La pianta di tutti i fabbricati è rettangolare.
Dalla parte opposta dello scalo merci (lato nord-est della stazione) c'è un piccolo giardinetto.

### Piazzale binari
Il piazzale si compone di tre binari. Oltre a quello di corsa della linea principale, uno è relativo alla diramazione per Lugo, mentre un altro è riservato alle precedenze.
Tutti e tre i binari sono dotati di banchina e collegati fra loro da una passerella in cemento. Solamente la banchina del binario uno è dotata di pensilina.

## Servizi
La stazione è classificata da RFI nella categoria bronze.
La stazione presenta i seguenti servizi:
- Parcheggio bici[2]
- Parcheggio auto

## Movimento
La stazione è servita da treni regionali svolti da Trenitalia Tper nell'ambito del contratto di servizio stipulato con la regione Emilia-Romagna.
In totale sono circa ventuno i treni che effettuano servizio in questa stazione e le loro principali destinazioni sono: Lavezzola, Ravenna, Faenza e Lugo.
A novembre 2019, la stazione risultava frequentata da un traffico giornaliero medio di circa 125 persone (99 saliti + 27 discesi).